# Enafors station
Enafors station är en järnvägsstation av mötestyp längs Mittbanan mellan Sundsvall och Trondheim. Den utgör centralpunkt för orten Enafors som ligger cirka 4,5 mil väster om Åre och 1,5 mil öster om Storlien (norska gränsen). Drygt en mil väster om järnvägsstationen i Enafors ligger högsta punkten för det svenska järnvägsnätet med sina 600,77 meter. 

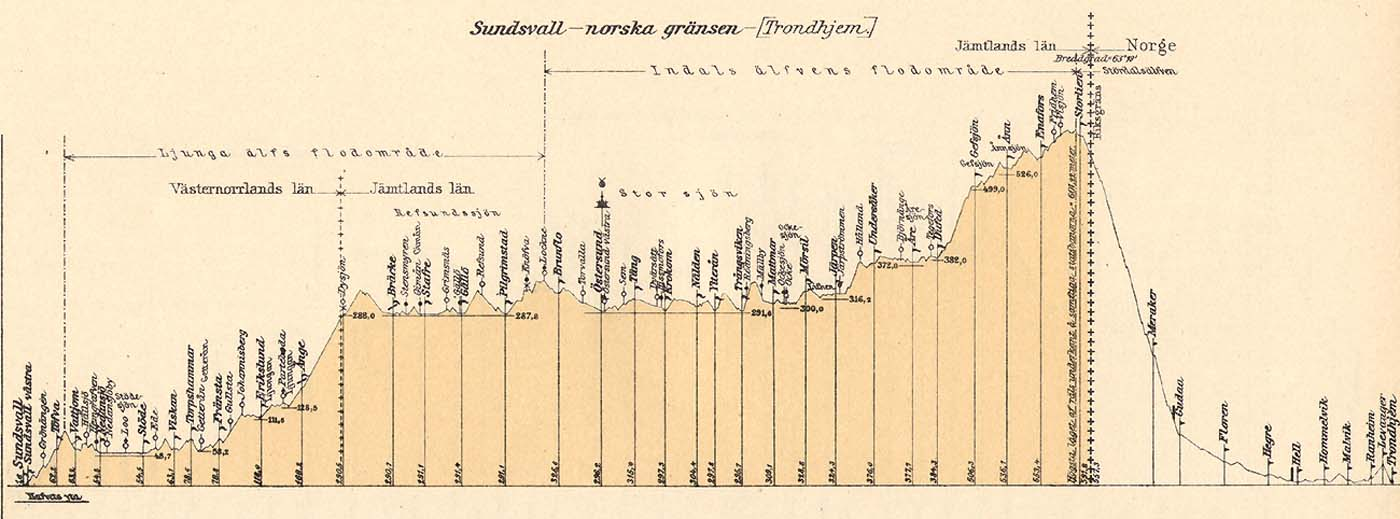
Banprofil från 1906 över Mittbanan.

## Bakgrund
Enafors järnvägsstation har sedan uppförandet stoltserat som hjärtat till fjällturismen i regionen, med bland annat Snasahögarna, Blåhammaren, Silverfallet och Sylarna som välbesökta vandrings- och skidtursmål sommar respektive vinter. Intill stationen rinner Enaån som är ett populärt utflyktsmål för bland annat fiske och kajakpaddling. Direkt från stationshuset har många av vandringslederna i regionen sin startpunkt. I stationens bottenplan finns den för vandrarna viktiga väntsal som är öppen dygnet runt. Flest resenärer besöker stationen under augusti månad, då faktiskt reseantalet är det dubbla jämfört med Åre station.[källa behövs] Många av resenärerna besöker Storulvåns fjällstation, som nås från stationen med taxibuss eller genom vandring.

## Stationshuset
Stationen är en anrik träbyggnad som uppfördes 1881 i samband med att Mittbanan byggdes och invigdes av Sveriges kung Oscar II. Byggnaden är exteriört byggnadsminnesförklarad, likaså väntsalen invändigt. Byggnaden har beskrivits som den bäst bevarade stationsbyggnaden längs Mittbanan.[källa behövs]

## Kommunikationer
Enafors station trafikeras av Norrtåg med två avgångar per dag mot Östersund och Sundsvall, samt två avgångar per vecka under vintersport- och vandringssäsong mot Stockholm och Malmö med Snälltåget . 
Enafors station ligger intill väg E14. Närmaste flygplats är Værnes (Trondheim, Norge), 7 mil västerut.